# Ina Paule Klink

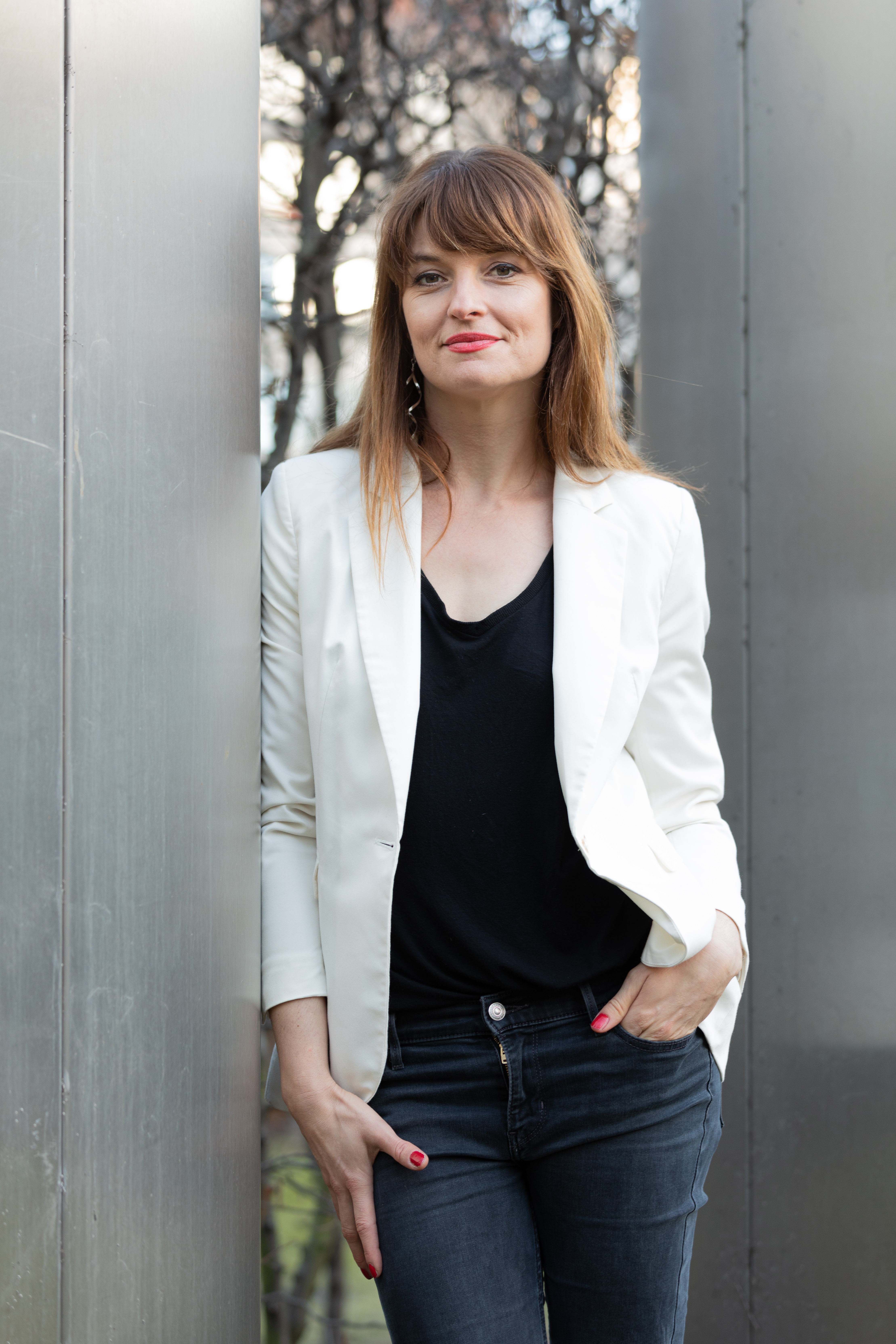
Ina Paule Klink, 2019

Ina Paule Klink (* 23. Dezember 1979 in Zossen) ist eine deutsche Schauspielerin und Sängerin. Ihren Durchbruch hatte sie als Alex Holtkamp in der ZDF-Krimireihe Wilsberg, in der sie von 2000 bis 2021 spielte.

## Karriere

### Schauspiel

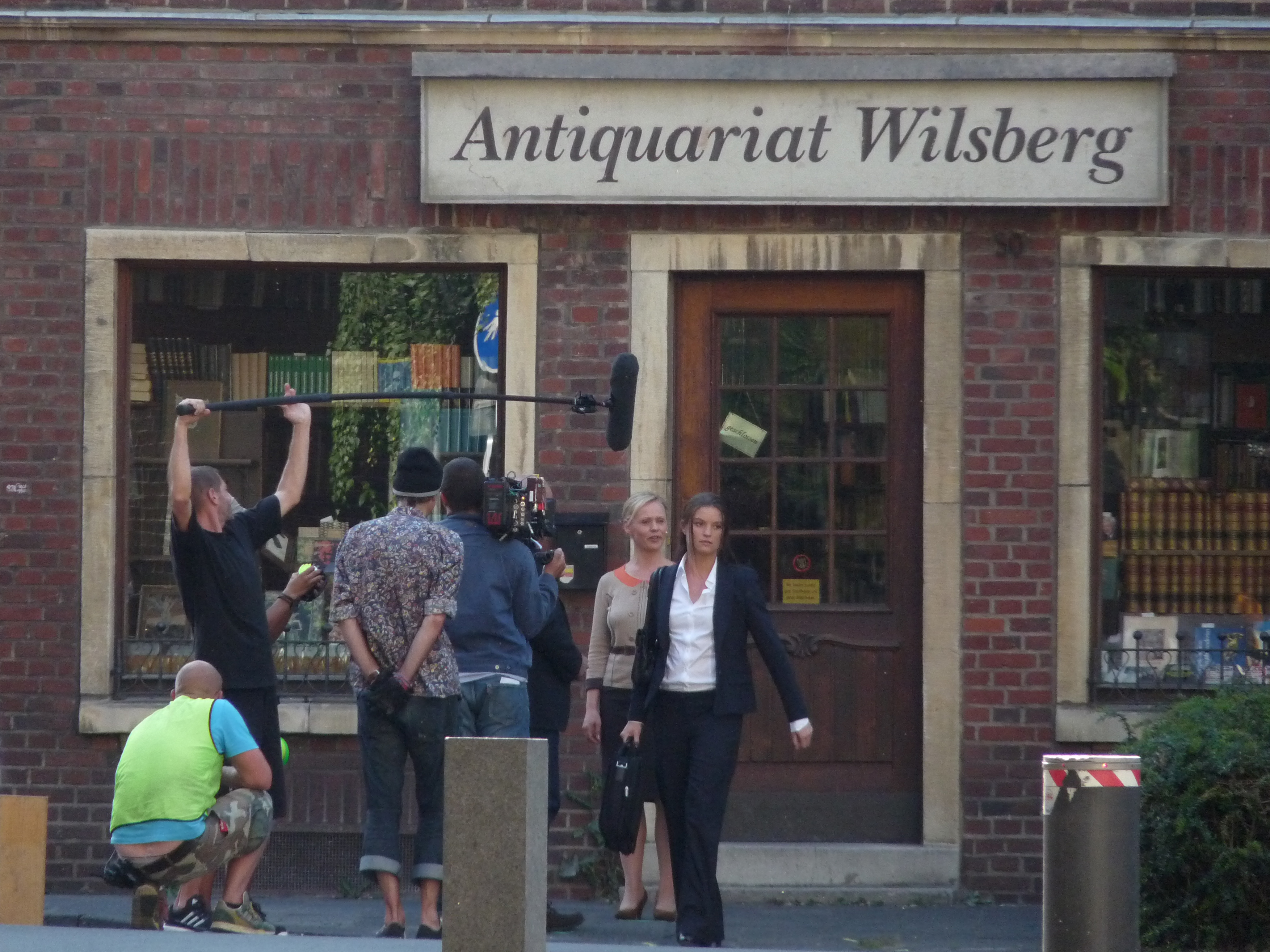
Dreharbeiten zu Wilsberg: Hengstparade mit Leonard Lansink und Beate Prahl

Klink, Tochter einer Maskenbildnerin und eines Piloten, absolvierte eine Ausbildung in Gesang, Jazz- und klassischem Tanz. Im Alter von 13 Jahren übernahm sie eine Co-Moderation bei Radio Fritz. Als Jugendliche bekam sie mit Paules Blind Date beim öffentlich-rechtlichen deutschen Auslandsfernsehsender DW-TV eine eigene Sendung und moderierte 1999 die Sendeformate Love Parade und Max TV. 1996 gab sie unter der Regie von Horst Königstein in der Titelrolle des Fernseh-Musicals Liane ihr Filmdebüt. Von 1998 bis 1999 war sie in der RTL-Seifenoper Gute Zeiten, schlechte Zeiten als Stefanie „Steffi“ Körte zu sehen. Mit Großstadtträume erfolgte 2000 ein Spin-off. Von 2001 bis 2004 übernahm sie in der dreiteiligen ARD-Reihe Marga Engel mit Marianne Sägebrecht in der Titelrolle die Rolle der Immobilienmaklertochter Olga Ohrmann. Mit der durchgehenden Episodenrolle als Georg Wilsbergs Patentochter und Anwältin Alex Holtkamp in der ZDF-Krimireihe Wilsberg, die sie von 2000 bis 2021 spielte, hatte sie ihren Durchbruch als Schauspielerin. Im Februar 2021 wurde mit Überwachen und belohnen die letzte Folge gesendet. Seit 2016 spielt Klink an der Seite von Christian Kohlund die Rechtsanwältin Dominique Kuster in der ARD-Krimireihe Der Zürich-Krimi.
2020 stand Klink für eine erotische Fotoserie in der Juli-Ausgabe des Playboy vor der Kamera.

### Musik
Als „Paule“ veröffentlichte sie zwischen 1999 und 2002 drei Singles (Alles klar, Sag mir wo und Bye Bye), die von Roland Spremberg mitkomponiert und produziert wurden. 2002 war sie als Support mit der Band Bro’Sis auf Tour. Am 1. Juli 2006 trat sie als Keyboarderin, Background- und Duettsängerin der Band „Los Helmstedt“ von Ärzte-Drummer Bela B. u. a. bei der MTV Campus Invasion in Münster und bei Rock im Park auf. Anschließend war sie auf der kompletten Bingo-Show-Tour 2006 und der Code-B-Tour 2009 von Bela B. Sängerin und Keyboarderin in dessen Band. Auf dem Ärzte-Album auch aus dem Jahr 2012 ist sie im Duett gemeinsam mit Bela B. im Titel Bettmagnet zu hören. 2019 veröffentlichte sie drei weitere Singles (Diva Berlin, Was heißt schon Liebe und Nie verzeihen) und trat bei einigen Konzerten als Vorband der Band PUR auf. Im Juli 2020 veröffentlichte sie ihr Debüt-Album Paule. Darauf folgte im Oktober 2021 ihr zweites Album Wunderschön unperfekt. Beide Alben wurden von Wayne Jackson mitkomponiert und produziert. Seit 2024 hält sie an mehreren deutschen Theaterbühnen mit dem Bühnenprogramm Lebensblues mit Musik eine musikalische Lesung in Begleitung von Christian Kohlund (Leser) und Wayne Jackson (Gitarre). Im Januar 2025 brachte Klink mit vertraulich ihr drittes Studioalbum heraus, das sie auf Tour mit ihrer Band spielt.

### Privatleben
Von 2003 bis 2020 war Klink mit ihrem Schauspielkollegen Nikolai Kinski liiert. Seit 2020 ist sie mit dem Regisseur Roland Suso Richter liiert. Klink führt einen eigenen Reiterhof bei Berlin.

## Filmografie

### Filme
- 1996: Liane
- 2006: Geile Zeiten
- 2007: Reife Leistung!
- 2007: War ich gut?
- 2009: Dinosaurier – Gegen uns seht ihr alt aus!
- 2011: Diese Frau von vorhin
- 2012: Blutadler
- 2012: Sushi in Suhl
- 2012: Die Braut im Schnee
- 2012: Blonder als die Polizei erlaubt
- 2014: Wir machen durch bis morgen früh
- 2015: Brandmal
- 2018: Carneval – Der Clown bringt den Tod
- 2019: Todesengel
- 2022: Servus Papa, See You in Hell

### Fernsehserien und -reihen
- 1998–1999: Gute Zeiten, schlechte Zeiten
- 2000: Großstadtträume (Spin-off von Gute Zeiten, schlechte Zeiten)
- 2000–2021: Wilsberg → Episodenliste
- 2001: Tatort: Trübe Wasser
- 2001–2004: Marga Engel
  - 2001: Marga Engel schlägt zurück
  - 2002: Marga Engel kocht vor Wut
  - 2004: Marga Engel gibt nicht auf
- 2003: Bewegte Männer (Folge Wem die Stunde schlägt)
- 2003: Wolffs Revier (Folge Fahrerflucht)
- 2004: Der Bulle von Tölz: Sport ist Mord (Fernsehserie)
- 2004: Berlin, Berlin (Folge Alex oder Sven?)
- 2004: Wie erziehe ich meine Eltern? (Folge Forever Young!)
- 2005: Alarm für Cobra 11 – Die Autobahnpolizei (Folge Zivilcourage)
- 2006: SOKO Leipzig (Folge Das Mädchen auf dem Schwebebalken)
- 2008: Die Anstalt – Zurück ins Leben (Folge Schlechte Verbindung)
- 2008: Inga Lindström: Sommer in Norrsunda
- 2009: Utta Danella: Der Verlobte meiner besten Freundin
- 2010: Der letzte Bulle (Folge Das Runde muss ins Eckige)
- 2010: SOKO Leipzig (Folge Tod per Post)
- 2011: SOKO Köln (Folge Hochzeiten und ein Todesfall)
- 2011: Küstenwache (Folge Das perfekte Alibi)
- 2012: Hubert und Staller (Folge Mord im Schweinestall)
- 2012: Kommissar Marthaler – Die Braut im Schnee
- 2013: Schloss Einstein (6 Folgen)
- 2013: SOKO Stuttgart (Folge Das Sterben der Nashörner)
- 2015: Dr. Klein (Folge Bedürfnisse)
- seit 2016: Der Zürich-Krimi → siehe Episodenliste
- 2017–2018: Heldt (9 Folgen)
- 2019: Lena Lorenz – Schatten und Licht
- 2021: Queens of Comedy (6 Folgen)
- 2023: Dünentod – Ein Nordsee-Krimi (Folge Das Grab am Strand)

## Theater
- 2002: Unschuldig (OFF Theater Görlitz)[12]

## Diskografie
Album
- 2020: Paule
- 2021: Wunderschön unperfekt[14]
- 2025: vertraulich[15]

Singles
- 1999: Alles klar
- 2001: Wir sehen uns wieder (Ole feat. Paule, Philipp & Malte)
- 2002: Sag mir wo
- 2002: Bye Bye
- 2019: Diva Berlin
- 2019: Was heißt schon Liebe
- 2019: Nie verzeihen
- 2020: Ich wunder mich
- 2021: Du & Ich
- 2021: Wochenende
- 2021: Zusammen sind wir nicht allein[16]